# TUE Série 5500 (Fepasa)
O TUE Série 5500 (Fepasa) foi um trem unidade elétrico que pertenceu a frota do Trem Metropolitano de São Paulo.

## História

### Projeto e construção
Em 1973 a Fepasa contratou as empresas Engevix e Sofrerail para elaborar um plano de recuperação dos trens de subúrbios. O plano foi entregue em 1975 e norteou os investimentos da estatal paulista.  Para realizá-lo, a empresa obteve empréstimos de 545 milhões de francos franceses (US$ 115 milhões) junto ao banco Crédit Lyonnais, prevendo uma encomenda de 60 trens unidade. Posteriormente, após denúncias de corrupção e superfaturamento (cada carro comprado pela Fepasa na Europa custava US$ 900 mil em média enquanto que carros similares fabricados no Brasil para a RFFSA custavam  US$ 400 mil a 500 mil), o projeto é revisto e são encomendados 100 trens. Ao mesmo tempo, 50 novos trens são contratados através de financiamentos obtidos em Portugal (Sorefame, com 252,2 milhões de escudos), Bélgica (Société Générale de Belgique, com 1037,7 milhões de francos belgas) e Estados Unidos (Eximbank-US$ 1,6 milhão e Philadelphia National Bank- US$ 3,8 milhão):
| Fabricante/série | TUE's | Entrega da primeira unidade | Custo                                                | Financiador                                                               |
| --- | ----- | --------------------------- | ---------------------------------------------------- | ------------------------------------------------------------------------- |
| Consórcio Construtor de Trens Unidade (CCTU)/Série 9000 Cobrasma, Francorail, Société MTE, Brown Boveri, Traction CEM,Oerlikon e Jeumont Schneider | 100   | 25 de janeiro de 1979       | FF 545 milhões                                       | Crédit Lyonnais                                                           |
| Consórcio Eletrocarro/Série 9500 Mafersa, Villares, ACEC, Sorefame e Budd                                                                          | 50    | c.1979                      | $ 252,2 milhões, fr 1037,7 milhões , US$ 5,4 milhões | Sorefame Société Générale de Belgique Eximbank Philadelphia National Bank |
| Total | 150   |                             |                                                      |                                                                           |

Dos 100 trens-unidade da Série 9000,  18 trens foram completamente construídos na França e 82 montados em regime CKD em Osasco, na fábrica da Cobrasma. Já a série 9500, formada por 50 trens unidade de 3 carros, teve seus carros motores construídos em Portugal (Sorefame) e na Bélgica (ACEC) e os carros reboques construídos no Brasil pela Villares e Mafersa e equipados com peças importadas dos fornecedores europeus.
O projeto do trem unidade série 9500 foi confiado às empresas ACEC e Sorefame, tendo sido desenvolvido entre 1976 e 1978. Para realizar esse projeto, a Sorefame empregou um novo método de ferramentas de cálculo. Liderado pelo engenheiro José Figueira, o projeto e construção das caixas (carrocerias) do trem unidade série 9500 foi o primeiro da Sorefame composto por 4 portas e uma viga em caixão quase sem almas para atender a uma carga de compressão estática de 336 toneladas (de acordo com as normas da Association of American Railroads-AAR).
Os primeiros trens foram entregues em 11 de maio de 1979 e os últimos no final de agosto de 1980. Por conta de problemas financeiros, a Fepasa dispunha de 150 trens unidade das séries 9000 e 9500 mas a maioria não poderia circular por conta de atrasos nas obras de rebitolamento das vias, capacidade elétrica, e sinalização. Os 50 trens –unidade série 9500 foram os mais afetados.  Por meio de um convênio assinado entre a União e o governo paulista, 40 trens-unidade (3 carros) série 9500 foram repassados em 1981 para a Rede Ferroviária Federal (RFFSA) em troca do abatimento de dívidas estimadas em US$ 46 milhões das ferrovias incorporadas pela Fepasa para com a Rede.

### Operação

#### Fepasa
Os primeiros trens Série 9500 entraram em operação pela Fepasa na Linha Oeste em 1979, embora tenham sido mais utilizados em 1981, quando a Linha Sul da Fepasa foi reinaugurada. Após a cessão de 20 unidades (6 carros) para a RFFSA em 1981, a frota da Fepasa era de 5 unidades (6 carros), usadas em revezamento com os trens Série 9000. Em 1984, o Ministério dos Transportes unificou a numeração dos veículos ferroviários e as Séries 9000 e 9500 foram renomeadas pela Fepasa como Séries 5000 e 5500. Os trens Série 5500 foram utilizados pela Fepasa até 1996, quando suas linhas, trens e estações foram transferidos para a CPTM.

#### RFFSA/CBTU

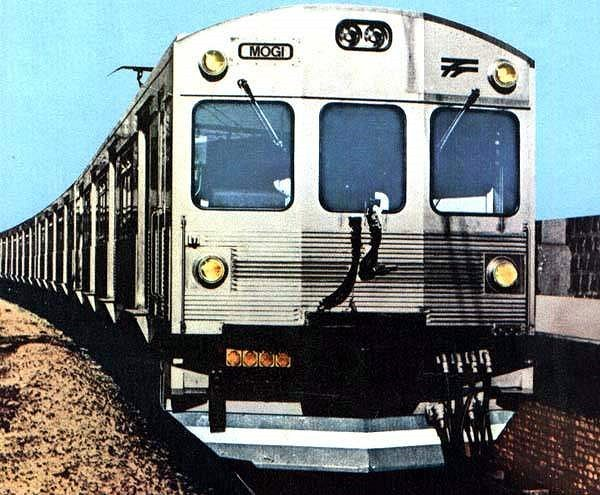
TUE Série 5500 operando na Linha Leste da Rede Ferroviária Federal, 1982.

Após conseguir 40 unidades (3 carros) cedidas pela Fepasa, a RFFSA rebatizou os trens como Serie 160 e os utilizou largamente nas antigas linhas da Central do Brasil (Variante Poá e Tronco Mogi das Cruzes). Seu desempenho foi irregular, em parte por conta de problemas de projeto (cujo escopo de fornecimento foi ampliado porém mantendo-se a mesma verba pela Fepasa) e por falta de peças e insumos de manutenção:
| Ano                               | Disponibilidade (%) |
| --------------------------------- | ------------------- |
| 1983                              | 43                  |
| 1984                              | 65                  |
| 1985                              | 75                  |
| 1986                              | 72                  |
| 1987                              | 72                  |
| 1988                              | 70                  |
| 1989                              | 63                  |
| Disponibilidade média (1983-1989) | 65,7 %              |

#### CPTM

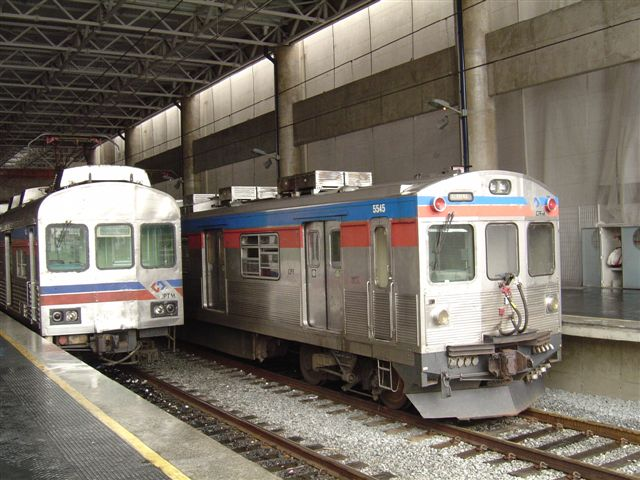
TUE Série 5500 ao lado de um trem da Série 1600, ambos no primeiro padrão de pintura da CPTM.

A CPTM assumiu a frota em 1 de junho de 1994. A situação operacional era crítica, de forma que em 1996 (quando assumiu a frota da Fepasa) apenas 65% de toda a frota da CPTM encontrava-se operacional. Para remobilizar a frota, a CPTM iniciou em 1998 o Plano Quinquenal de Material Rodante (PQMR I). O plano, porém, não vislumbrou nesse momento a reforma da Série 5500. No final dos anos 1990, os trens da série 5500 receberam revisões em alguns equipamentos, suficientes para equipar 5 trens unidade (6 carros) apenas:
| Equipamento                          | Ano  | Quantidade revisada | TUE's equipados | Contrato  | Empresa/Valor                                      |
| ------------------------------------ | ---- | ------------------- | --------------- | --------- | -------------------------------------------------- |
| Motores Villares AE 214n (8 por TUE) | 1995 | 20                  | 2 (6 carros)    | TP 042/95 | Equacional Elétrica e Mecânica Ltda/ R$ 306.933,60 |
| Motores Villares AE 214n (8 por TUE) | 1996 | 25                  | 3 (6 carros)    | 8324601   | Equacional Elétrica e Mecânica Ltda/ R$ 620.000,00 |
| Total                                | =    | 45                  | 5               |           | R$ 926.933,60                                      |

Dessa forma, com apenas 5 trens em condições de operar, a disponibilidade da Série 5500 era de apenas 25%. Os trens da Série 5500 foram contemplados apenas pelo PQMR II, quando foram contratados projetos de reforma em 80 dos 150 carros originais da frota:
| Programa | Série | Trens-unidade | Licitação/contrato | Vencedora/Valor contratado                    | Valor final                           | Diferença (%)           |
| -------- | ----- | ------------- | ------------------ | --------------------------------------------- | ------------------------------------- | ----------------------- |
| PQMR II  | 5500  | 28            | nº 848.640.201.100 | Alstom /R$ 14.829.970,83 (contrato cancelado) | R$ 16.332.597,57 (contrato cancelado) | 8% (contrato cancelado) |

Enquanto que o contrato de modernização de 12 TUE's foi realizado (ultrapassando em 30% o orçamento inicial), o contrato de reforma de 28 TUE's foi julgado irregular pelo TCE-SP e cancelado pela CPTM quando apenas 29% do mesmo havia sido realizado (equivalente a 8 TUE's). Os demais 20 foram sucateados. A Série 5500 operou até 2012, quando foi retirada de operação.
Um carro da Série 5500 original foi preservado e transformado em vagão-escola pela CPTM em 2021.

#### Rio de Janeiro
Em 1979, a Fepasa não possuía recursos para quitar a encomenda da Série 5500 e ofereceu parte dos trens para a RFFSA em troca do abatimento de dívidas. Em 14 de dezembro de 1979, um trem foi testado nos subúrbios do Rio de Janeiro pelo ministro dos transportes Eliseu Resende. Um protocolo de venda de até 40 trens estava prestes a ser assinado entre a Fepasa e a RFFSA quando Resende declarou alguns dias depois que futuramente a Fepasa iria assumir a malha da RFFSA em São Paulo. Após ser informado sobre a declaração do ministro, o governador Paulo Maluf cancelou o convênio e o trem retornou a São Paulo. Apenas em meados de 1981 a Fepasa concordou em vender os 40 trens, porém com a exigência que fossem utilizados apenas nos subúrbios de São Paulo.

## TUE Série 5550 (CPTM)
O TUE Série 5550 (CPTM) foi uma versão modernizada da Série 5500, após ser modernizado, com máscara nova e interior reformado, a última unidade circulou até 2016 na Linha 12–Safira. Por conta de problemas técnicos e falta de peças, todas as unidades foram aposentadas com apenas 5 anos de uso.

### Projeto e construção
Em 2004 a CPTM lançou o projeto PQMR II, prevendo reformas e ou modernizações em 122 trens-unidade. Com o projeto de ampliação da Linha 9 de Jurubatuba até Grajaú, previu-se a necessidade de 3 trens-unidade (8 carros). Assim, 3 trens unidade da Série 5500 que se encontravam imobilizados e canibalizados no pátio da estação Engº Manoel Feio foram selecionados para um projeto de remobilização e modernização. O orçamento do projeto evoluiu ao ponto de seu custo final se aproximar do preço de composições novas. A CPTM alegou que o custo subiu devido a adição de mais uma composição de 8 carros, totalizando 4 trens-unidade:
| Data          | Custo do projeto               | Variação                        |
| ------------- | ------------------------------ | ------------------------------- |
| Março de 2004 | R$ 49.920.000,00               | -                               |
| Março de 2005 | R$ 60.768.000,00               | 21,73%                          |
| 2008          | R$ 87.306.694,00 (custo final) | 30%                             |
| Total         | R$ 87.306.694,00               | 43% acima do orçamento original |

Em março de 2005 foi lançado o edital nº 848.740.201.100, vencido pelo Consórcio BTT (Bombardier-Tejofran):
| Programa | Série       | Trens-unidade | Licitação/contrato | Vencedora/Valor contratado              | Valor final      | Diferença (%) |
| -------- | ----------- | ------------- | ------------------ | --------------------------------------- | ---------------- | ------------- |
| PQMR II  | 5500 (5550) | 16            | nº 848.740.201.100 | Bombardier /Tejofran /R$ 61.439.654,24) | R$ 87.306.694,00 | 30%           |

Os trens foram modernizados empregando a mesma tecnologia dos trens novos, inclusive de tração elétrica onde o sistema de chopper tiristorizado original foi substituído pelo novo sistema IGBT. Cada trem modernizado tinha um custo previsto de 4.970.039,97 reais. O primeiro trem foi entregue em 18 de dezembro de 2007.

### Operação
Originalmente previstos para a Linha 9, os 4 trens de 8 carros foram transferidos para a Linha 12, porém já circularam por um período na extensão operacional da Linha 11. Devido a problemas de projeto, falta de peças e manutenção deficiente, os trens circularam menos do que o previsto.
| Ano  | Frota Operacional               | Frota Imobilizada |
| ---- | ------------------------------- | ----------------- |
| 2008 | 4 trens-unidade (8 carros cada) | 0                 |
| 2010 | 3                               | 1                 |
| 2013 | 2                               | 2                 |
| 2014 | 0                               | 4                 |

Em 2016 todos os trens unidade que restaram ainda em operação foram baixados por falta de peças e problemas técnicos. A CPTM alegou que aguardava recursos para a aquisição de peças para remobilizar os 4 trens-unidade, porém acabou desistindo. Em 2018, todos os trens foram baixados definitivamente e sucateados.
Cada trem modernizado da Série 5550 custou R$ 21.826.673,50. Esse preço é o equivalente ao de trens novos melhor equipados:
| Série   | Sistema                         | Custo por TUE    | Observação         |
| ------- | ------------------------------- | ---------------- | ------------------ |
| 4000    | Metrô do Rio de Janeiro         | R$ 16.842.105,26 | Trens novos        |
| 5550    | Trem Metropolitano de São Paulo | R$ 21.826.673,50 | Trens modernizados |
| Frota H | Metrô de São Paulo              | R$ 24.119.085,00 | Trens novos        |

Os executivos responsáveis pelo projeto da Série 5550 foram acusados de participar do Escândalo das licitações no transporte público em São Paulo. Em julho de 2019 o Conselho Administrativo de Defesa Econômica (CADE) condenou 11 empresas (incluindo a Bombarder e Tejofran) e 42 pessoas a multas que somam R$ 535 milhões.

## Acidentes e incidentes
- 6 de abril de 2000 - Um trem da Série 5500 descarrilou e chocou-se com outro trem da mesma série entre as estações Engº Manoel Feio e Itaquaquecetuba. O acidente causou ferimentos em 16 pessoas.[39]